# Associação Atlética Anapolina

El Associação Atlética Anapolina es un club de fútbol de la ciudad de Anápolis, estado de Goiás en Brasil. Fundado el 1 de enero de 1965 y juega actualmente en el Campeonato Goiano de Segunda División.

## Palmarés
- Campeonato Goiano - Serie B: 1

2013
- Copa de Goiás: 1

2005
- Trofeo Citadino de Anápolis: 7

1949, 1950, 1951, 1952, 1956, 1960, 2006